# Cesária Évora
Cesária Évora (27 tháng 8 năm 1941 – 17 tháng 12 năm 2011) là nữ ca sĩ nổi tiếng người Cabo Verde với biệt danh "barefoot diva" ("nữ danh ca chân trần") vì khi biểu diễn bà không mang giày dép. Bà là một trong số ca sĩ hát loại nhạc Morna nổi tiếng nhất trên thế giới.

## Tiểu sử
Cesária Évora sinh ngày 27 tháng 8 năm 1941 tại thành phố Mindelo, đảo São Vicente, Cabo Verde. Bà có 5 anh chị em. Cha bà qua đời khi bà lên 7 tuổi. Khi lên 10 tuổi, bà được đưa vào một "Nhà nuôi trẻ mồ côi", vì mẹ bà không đủ khả năng nuôi cả sáu người con. Khi 16 tuổi, bà được một người bạn thuyết phục đi hát trong một quán rượu của thủy thủ.
Trong thập niên 1960, bà bắt đầu hát trên các tàu thủy chở du khách Bồ Đào Nha đậu lại ở Mindelo cũng như trên đài phát thanh địa phương. Mãi tới năm 1985 theo lời mời của ca sĩ Cabo Verde Bana bà mới sang biểu diễn ở Bồ Đào Nha. Tại Lisboa bà được nhạc sĩ José da Silva phát hiện tài năng và mời bà thu âm ở Paris..
Thành công quốc tế của Évora chỉ bắt đầu từ năm 1988 khi phát hành album đầu tiên La Diva Aux Pieds Nus của bà, được thu âm ở Pháp. Album Miss Perfumado năm 1992 của bà đã bán được hơn 300.000 bản trên khắp thế giới.
Album Cesária năm 1995 của bà mang lại thành công quốc tế rộng rãi hơn và được đề cử lần đầu cho Giải Grammy. Năm 1997 bà đoạt Giải âm nhạc toàn châu Phi KORA trong 3 thể loại: Nghệ sĩ hay nhất Tây Phi, Album hay nhất và Merit of the Jury (Xứng đáng được Ban giám khảo khen thưởng). Năm 2003 album Voz d'Amor của bà đoạt Giải Grammy thể loại âm nhạc thế giới.
Năm 2010, Évora đã thực hiện một loạt buổi hòa nhạc, trong đó buổi hòa nhạc chót diễn ra ở Lisbon ngày 8 tháng 5. Hai ngày sau, sau khi bị nhồi máu cơ tim, bà được giải phẫu ở một bệnh viện tại Paris. Buổi sáng ngày 11 tháng 5 hệ thống thông gió phổi nhân tạo của bà được tháo ra, và ngày 16 tháng 5 bà được xuất khỏi phòng chăm sóc gia tăng đặc biệt và chuyển đến một bệnh xá để điều trị thêm. Vào cuối tháng 9 năm 2011, người đại diện kinh doanh của Évora loan báo bà đã kết thúc sự nghiệp ca hát của mình do sức khỏe kém.

## Từ trần
Ngày 17.12.2011, Cesária Évora qua đời ở São Vicente, Cabo Verde do ngừng tim phổi và tăng huyết áp,hưởng thọ 70 tuổi.

## Cuộc sống cá nhân
Cesária Évora đã hẹn hò với Eduardo de Jon Xalino khi bà sống ở Rua de Moeda. Bà cũng là họ hàng với Bana.
Anh em họ của bà là một ca sĩ nổi tiếng khác Hermínia da Cruz Fortes. Bà là dì của António Rocha Évora và Xavier da Cruz.

## Danh hiệu
- Huân chương Prince Henry, Bồ Đào Nha (31.5.1999)

## Di sản

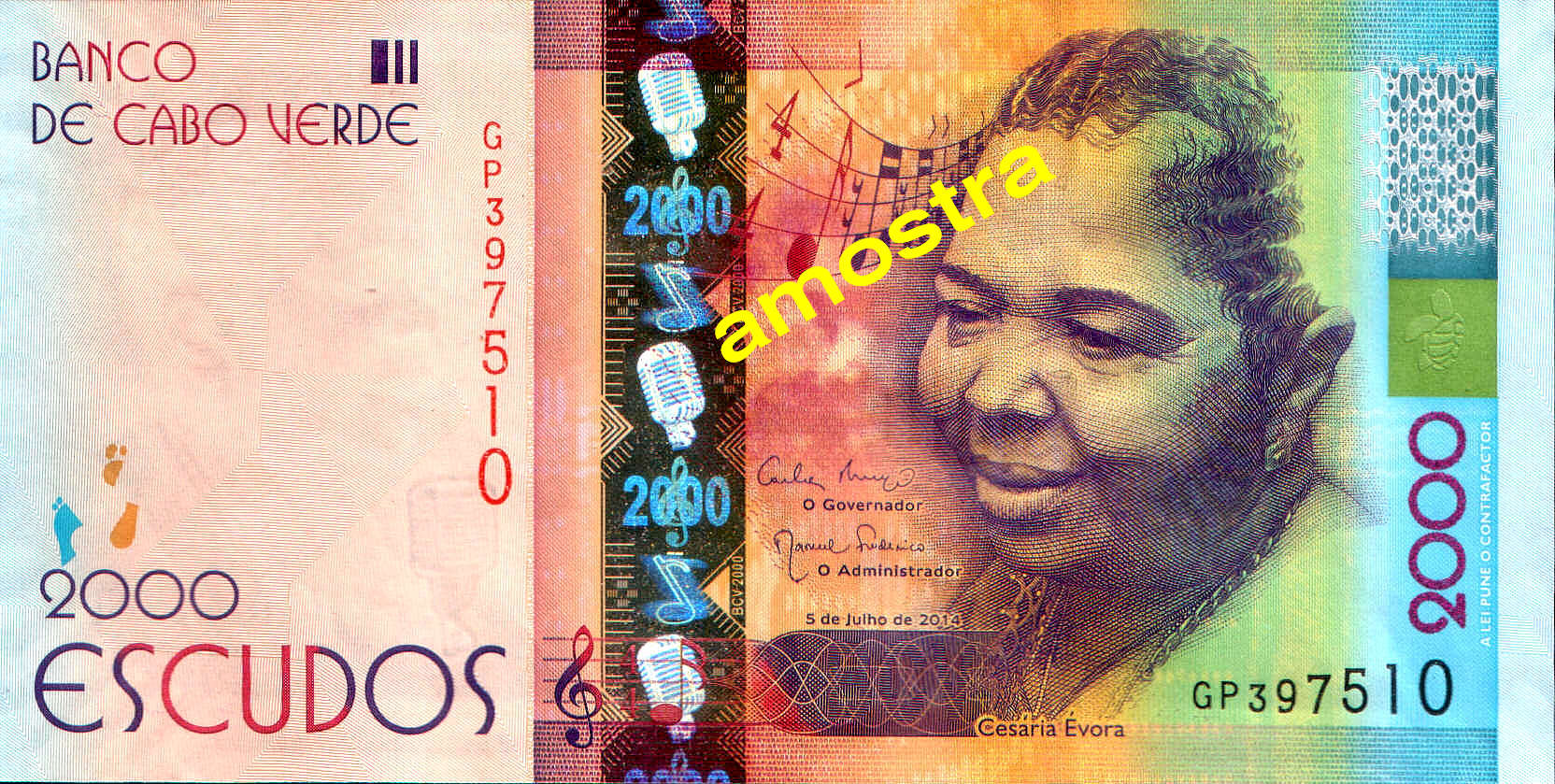
Hình của bà được in trên tem Capeverdean của Escudo

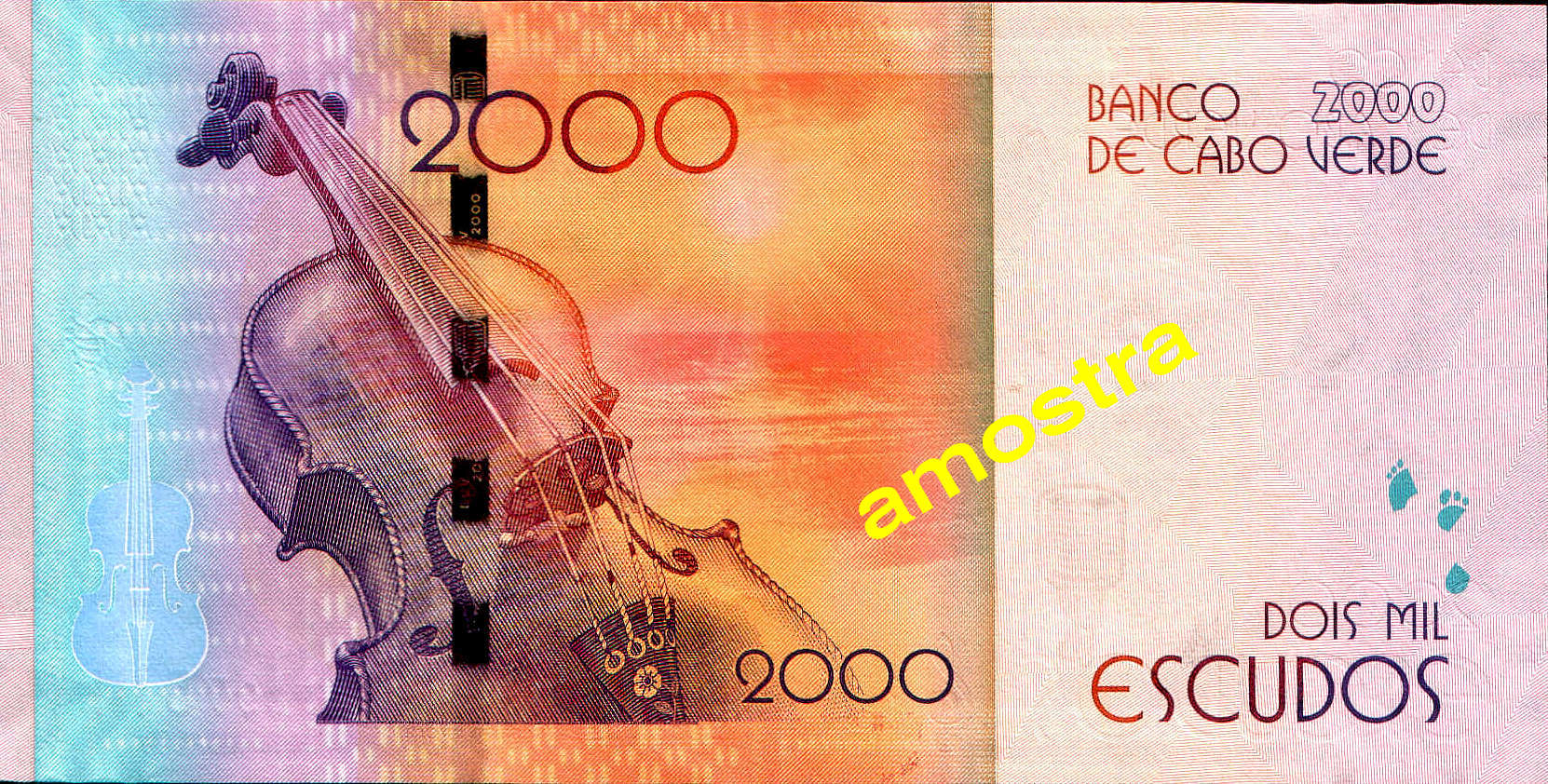
Mặt sau tờ tiền 2000$ của Escudo in hình cây vĩ cầm mà Évora đã từng sử dụng

- Năm 2003, hình bà xuất hiện trên tem Cape Verdean.

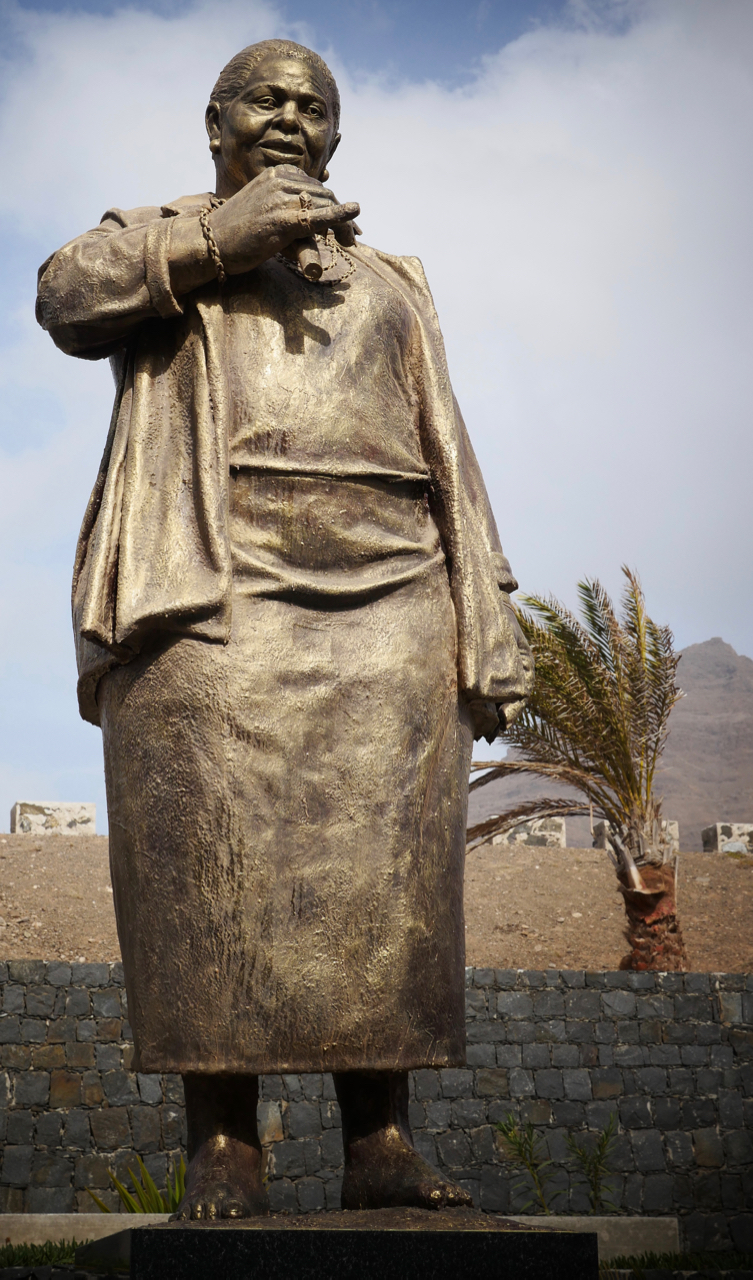
Một bức tượng điêu khắc Cesária Évora tại sân bay cùng tên ở Mindelo, Cabo Verde

## Danh mục đĩa hát

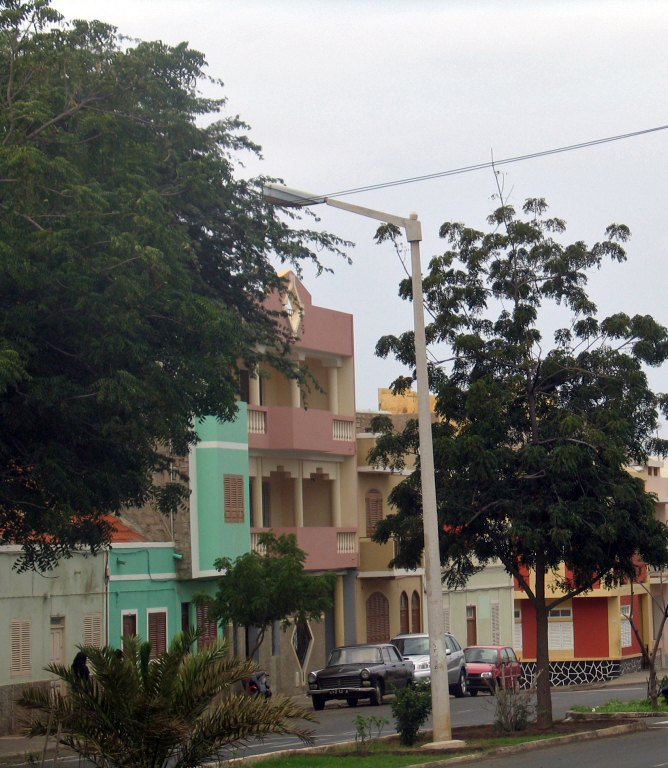
Nhà của Cesária Évora

### Album phòng thu
- La Diva Aux Pieds Nus (1988)
- Distino di Belita (1990)
- Mar Azul (1991)
- Miss Perfumado (1992)
- Cesária (1995)
- Cabo Verde (1997)
- Café Atlantico (1999)
- São Vicente di Longe (2001)
- Voz d'Amor (2003)
- Rogamar (2006)
- Nha Sentimento (2009)

### Album trực tiếp & và chọn từ đĩa, album khác
- Sodade – Les Plus Belles Mornas de Cesária (Best of compilation, 1994)
- Club Sodade (Remix album, 1996)
- Live à l'Olympia (Live album, recorded at the Paris Olympia, 1996)
- Colors of the World (Allegro Music, 1997)
- Live Lugano July 1997 (Live album, recorded at Lugano, 1997)
- Best Of' (Best of compilation, 1998) CAN: Gold[8]
- Anthology (Best of compilation, 2002)
- Anthologie – Mornas & Coladeras (Double CD edition of Anthology, 2004)
- Live d'Amor (Live DVD, recorded in 2004 at Le Grand Rex, Paris, 2004)
- Un Geste Pour Haiti"

## Sách
- Cesária Évora, tự truyện: Appelez-moi Cize (đàm đạo với Stéphane Boudsocq, bài tựa của Bernard Lavilliers), City Éditions, Grainville, 2009, 222 p. ISBN 9782352883340
- Sandrine Teixido, Cesária Évora, la diva du Cap-Vert, Éditions Demi-Lune, Coll. Voix du Monde, Paris, 2008 ISBN 978-2-917112-02-1